# Benji Renaud
Benji Renaud, né le 24 avril 1991, est un joueur de pétanque français. 

## Biographie
Il est droitier et se positionne en tireur. En couple et père de deux filles, il vit à Lunel, dans l'Hérault, et travaille comme couvreur indépendant.

## Clubs
Après des débuts au club de Lunel, puis avoir fréquenté plusieurs clubs, il rejoint celui de Fréjus, en 2018, pour former une équipe avec Jean-Michel Puccinelli et Ludovic Montoro.
- Lunel
- Baillargues
- Caslelnau-le Lez
- Le Crès
- Draguignan
- Fréjus

## Palmarès

### Séniors

#### Championnats de France
En 2018, lors du Championnat de France, à Quillan, Benji Renaud est finaliste en doublette, avec Stéphane Robineau, face à la paire Dylan Rocher et Henri Lacroix.

#### Coupe de France des clubs
Vainqueur
- 2020 (avec Christine Saunier, Lucie Rousseaux, Dimitri Stackov, Dylan Rocher, Robin Rio, Laurent Matraglia, Ludovic Montoro, Stéphane Robineau et Henri Lacroix) : Fréjus International Pétanque[3]

#### Mondial La Marseillaise
Vainqueur
- 2020 (avec Jean-Michel Puccinelli et Ludovic Montoro)
- 2021 (avec Ludovic Montoro et Jean-Michel Puccinelli)